# Куценко, Виктор Владимирович
Ви́ктор Влади́мирович Куце́нко (17 апреля 1938, Фрунзе, Киргизская ССР, СССР — 8 октября 2015, Москва, Россия) — советский и российский военный и общественный деятель, учёный-эколог.

## Биография
Родился в многодетной семье.
В 1969 г. окончил Военно-инженерную академию им. Ф. Э. Дзержинского (ныне — Военная академия им. Петра Великого) по специальности «Военный инженер по электронике».
В 1969—1989 гг. работал в Министерстве обороны СССР на командных и инженерных должностях (РВСН, Узел связи Генерального штаба Вооруженных сил СССР, Главная инспекция Вооруженных Сил СССР); 1989—2004 гг. — Госкомприроды СССР, Минприроды России, Госкомэкология России, МПР России.
С 2003 по 2013 гг. — профессор Российского университета дружбы народов.

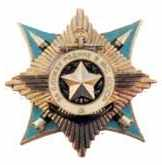
орден «За службу Родине в Вооруженных силах СССР III степени»

В 1984 г. защитил кандидатскую, в 2002 г. — докторскую диссертации.
Область научных интересов: экологическая безопасность.
Член-корреспондент Российской академии космонавтики, действительный член Российской академии промышленной экологии, вице-президент Академии проблем безопасности, обороны и правопорядка; генерал-лейтенант АБОП.
Похоронен с военными почестями на кладбище Ракитки в Новомосковском административном округе Москвы.

## Награды и звания
Награждён орденом «За службу Родине в Вооруженных силах СССР» III степени; медалью «За доблестный труд. В ознаменование 100-летия со дня рождения В. И. Ленина» и др.; почетной грамотой Председателя Правительства РФ; Благодарностью Президента РФ.

## Научные труды
Автор более 100 научных работ и публикаций, в том числе учебников и учебных пособий для студентов высших учебных заведений и специалистов в области обеспечения экологической безопасности. Среди них:
- Анализ результатов совместных российско-норвежских исследований радиоактивного загрязнения Северных морей. Доклад на Консультативном заседании Лондонской конвенции. — Лондон: ИМО, 1996;
- Научный отчет по российско-норвежской оценке воздействия на окружающую среду в результате деятельности «Атомфлота» и ВМФ России в Мурманской и Архангельской областях. — Осло (Норвегия), Северодвинск (Архангельская область), 1997;
- Актуальные проблемы обеспечения экологической безопасности военной и ракетно-космической деятельности. Научн. докл. на Междунар. конф., посвященной мирному освоению космоса. — Дубна, 1998;
- Управление природоохранной деятельностью в Российской Федерации: Учеб. пособие. — М.: Изд-во МГУ, 2001;
- Медико-биологические проблемы обеспечения экологической безопасности при обращении с ГМО. Докл. на заседании секретариата Парламентского Совета Союзного Государства (Россия и Белоруссия). — М., 2007.